# Agnieszka Kałamajska
Agnieszka Kałamajska – polska matematyk, profesor nauk matematycznych. Specjalizuje się w analizie matematycznej, przestrzeniach Sobolewa, rachunku wariacyjnym oraz równaniach różniczkowych cząstkowych. Profesor nadzwyczajny w Instytucie Matematyki Wydziału Matematyki, Informatyki i Mechaniki Uniwersytetu Warszawskiego (Zakład Równań Różniczkowych).

## Życiorys
Studia matematyczne ukończyła na Uniwersytecie Warszawskim w 1990. Stopień doktorski uzyskała w 1995 na podstawie pracy pt. Reprezentacje całkowe typu Sobolewa i ogólne nierówności Korna, przygotowanej pod kierunkiem prof. Bogdana Bojarskiego. Habilitowała się w 2007 na podstawie oceny dorobku naukowego i rozprawy pt. Quasiwypukłość i teoria miar Younga. Tytuł naukowy profesora nauk matematycznych otrzymała w 2018.
Swoje prace publikowała w takich czasopismach jak m.in. „Studia Mathematica”, „Journal of Mathematical Analysis and Applications”, „Topological Methods in Nonlinear Analysis” oraz „Advances in Differential Equations”.
Należy do Polskiego Towarzystwa Matematycznego.